# ジョージ・ギルダー
ジョージ・フランクリン・ギルダー（George Franklin Gilder、1939年11月29日 - ）は、アメリカ合衆国の投資家・作家・エコノミストである。

## 経歴
ニューヨーク市で生まれ育った。 デザイナーであるルイス・カムフォート・ティファニーの曾孫にあたる。父親は第二次世界大戦中に戦死した。ギルダーは2歳だった。
子供時代の頃は母親と過ごし継父はマサチューセッツ州で酪農の仕事をしていた。
フィリップス・エクセター・アカデミーを経て1962年にハーバード大学を卒業。
後にアメリカ海兵隊に所属した。
テクノユートピアの提唱者であり、ディスカバリー研究所の共同創業者である。1981年の著書「富と貧困」は国際的なベストセラーとなり、レーガン政権の初期の数ヶ月の間、サプライサイド経済学と資本主義のための実践的で道徳的な事件を進めた。

## 出版

### 本
- The Party That Lost Its Head Alfred A. Knopf; 1st edition (1966). With Bruce Chapman.
- Sexual Suicide (1973)
- Naked Nomads: Unmarried Men in America (1974)
- Visible Man: A True Story of Post-Racist America (1978)
- Wealth and Poverty (1981)
  - 斎藤精一郎訳『富と貧困──供給重視の経済学』（日本放送出版協会、1981年）
- Men and Marriage (1986)
- The Spirit of Enterprise (1986)
  - 小島直記訳『信念と腕力──限界を打破する企業家の精神』（新潮社、1986年）
- Microcosm: The Quantum Revolution In Economics And Technology (1989)
  - 牧野昇訳『未来の覇者──マイクロコズムの世紀』（NTT出版、1992年）
- Life After Television (1990)
  - 森泉淳訳『テレビが消える日』（講談社、1993年）
- Recapturing the Spirit of Enterprise (1992)
- The Meaning of the Microcosm (1997)
- Telecosm: The World After Bandwidth Abundance (2000)
  - 葛西重夫訳『テレコズム──ブロードバンド革命のビジョン』（ソフトバンククリエイティブ、2001年）
- The Silicon Eye: How a Silicon Valley Company Aims to Make All Current Computers, Cameras, and Cell Phones Obsolete (2005)
- The Silicon Eye: Microchip Swashbucklers and the Future of High-Tech Innovation (2006)
- The Israel Test (2009)
- Knowledge and Power: The Information Theory of Capitalism and How it is Revolutionizing our World (2013)
- The Scandal of Money (2016)
- Life after Google: The Fall of Big Data and the Rise of the Blockchain Economy (2018)
  - 武田玲子訳『グーグルが消える日』（SBクリエイティブ、2019年）

### その他
- Gilder, George (2002). "Computer Industry". In David R. Henderson (ed.). Concise Encyclopedia of Economics (1st ed.). Library of Economics and Liberty. OCLC 317650570, 50016270, 163149563

### インタビュー
- Booknotes interview with Gilder on Microcosm: The Quantum Revolution in Economics and Technology, September 24, 1989.
- Audio interview with Larry Magid at IT Conversations